# Kohl's
Kohl's Corporation är ett amerikanskt varuhus- och detaljhandelskedja som förfogar över 1 162 varuhus i 49 amerikanska delstater. De är USA:s näst största inom varuhusbranschen efter omsättning, det är bara Macy's som är större.
Företaget har sitt ursprung när Maxwell Kohl startade 1946 ett snabbköp i Milwaukee, Wisconsin och med tiden blev det en snabbköpskedja vid namn Kohl's Food Stores. 1962 öppnade Kohl sitt första varuhus vid namn Kohl's Department Store i Brookfield, Wisconsin. 1978 köpte tobaksbolaget British American Tobacco Companys amerikanska dotterbolag inom detaljhandel Batus, Inc. 80% av Kohl's Corporation, som då drev 50 snabbköp, sex varuhus, tre apotek och tre alkoholbutiker. 1983 valde man att sälja snabbköpen till The Great Atlantic & Pacific Tea Company (A&P) och tre år senare köpte en investeringsgrupp ledd av delar av företagsledningen loss företaget från Batus, Inc.
För 2018 hade de en omsättning på omkring $19,1 miljarder och en personalstyrka på 137 000 anställda. Huvudkontoret ligger i Menomonee Falls i Wisconsin.